# AA世界野球選手権大会
AA世界野球選手権大会 （ダブルエーせかいやきゅうせんしゅけんたいかい、英語：16U(AA) Baseball World Championship）とは、国際野球連盟（IBAF）が主催し、開催されていた、16歳以下の各国代表選手で競われる野球の国際大会である。2011年の第15回大会をもって終了した。

## 大会概要
1989年に日本で第1回大会が開催され、当初は毎年開催されていたが、第9回大会からは隔年開催となった。最後の大会となった2011年の第15回大会はメキシコで開催され、日本は3位に入賞している。
2007年の第13回大会は8月17日から25日までベネズエラで、10ヵ国（日本、台湾、アメリカ、キューバ、メキシコ、ベネズエラ、コロンビア、ブラジル、フランス、アルバ）の参加で開催されることになっていたが、ベネズエラ政府が政治的理由で台湾選手団にビザを発給しなかったため、IBAFはベネズエラの開催権を剥奪、同大会は中止になった。形式上中止となったが試合は行われ実質3位となった。
「AAA―」もあるが、読みはなぜか“トリプルエー”ではなく“スリーエー”。
AA世界野球選手権大会は2011年第15回大会をもって廃止となり、2012年より15U世界野球選手権大会が開催されることになった。年齢制限を16歳以下から15歳以下に変更し、第1回大会は8月16日からメキシコで16チーム参加により開催される。

## 日本チームの参加
日本の野球界には、他の団体競技のような競技統括団体が存在しないため、この大会にチームを送り込んでいるのはリトルシニアである。中学年代硬式野球クラブチームの大会、ジャイアンツカップが、正式な全国大会になったのを機に、将来的にはシニアだけでなく、全7団体からなる真のU-15年代の代表チーム編成を目指している。
なお、シニア選抜となった2007年大会（中止）の参加チームだが、この大会から全日本アマチュア野球連盟の公認チームとなり、ユニフォームはオリンピックでプロが着用するのと同じタイプとなった。

## 歴代大会結果
| 回                              | 開催期間 | 開催国         | 優勝国   | スコア | 準優勝国       | 日本の成績 |
| ------------------------------- | -------- | -------------- | -------- | ------ | -------------- | ---------- |
| 1                               | 1989年   | 日本           | 日本     |        | 台湾           | 優勝       |
| 2                               | 1990年   | メキシコ       | 日本     |        | ブラジル       | 優勝       |
| 3                               | 1991年   | オーストラリア | 台湾     |        | 日本           | 準優勝     |
| 4                               | 1993年   | ブラジル       | ブラジル |        | 台湾           |            |
| 5                               | 1994年   | メキシコ       | キューバ |        | ドミニカ共和国 |            |
| 6                               | 1995年   | ブラジル       | キューバ |        | ブラジル       |            |
| 7                               | 1996年   | 日本           | 韓国     |        | キューバ       |            |
| 8                               | 1997年   | 台湾           | キューバ |        | 台湾           |            |
| 9                               | 1998年   | アメリカ       | アメリカ |        | 台湾           |            |
| 10                              | 2001年   | メキシコ       | アメリカ |        | ベネズエラ     |            |
| 11                              | 2003年   | 台湾           | アメリカ |        | 台湾           | 5位        |
| 12                              | 2005年   | メキシコ       | キューバ |        | アメリカ       | 4位        |
| 13                              | 2007年   | ベネズエラ     | 中止     | 中止   | 中止           | 中止       |
| 14                              | 2009年   | 台湾           | アメリカ | 7 - 6  | キューバ       | 7位        |
| 15                              | 2011年   | メキシコ       | アメリカ | 9 - 0  | キューバ       | 3位        |
| ※2012年～ 15U世界野球選手権大会 |          |                |          |        |                |            |